# Stokkseyri
Stokkseyri je vesnice na jihu Islandu, která je součástí obce Árborg, 4 km od města Eyrarbakki. Byla založena kolem roku 900 osadníkem Hásteinnem Atlasonem. Žije zde 478 obyvatel. Zeměpisné souřadnice jsou 63°50' severní šířky a 21°04' západní délky.